# Wimans
Wimans var ett ungdomsprogram som gick på ZTV mellan 2001 och 2003. Programledare var Johan Wiman tillsammans med bisittaren Martin Medelberg, också kallad Palle. Redaktör var Olle Garp.
Programmet riktade sig till ungdomar och kunde innehålla en salig blandning av olika aktiviteter. Återkommande delar var bland annat Wimans intervjuer av svenska och utländska artister, Palles olika kemiska experiment, olika inslag med Olle Garp som "redaktören", tittartävlingar där tittarna ringde in och deltog i olika tävlingar och datorspelsrecensioner från diverse recensenter som kom till studion. Det började ofta brinna i studion på grund av alla Palles "experiment".

## Inslag
Tittarna var ofta delaktiga i programmet och många skickade in hemmafilmer som visades, den bästa hemvideon röstades fram och vann pris för säsongens bästa. Olika reportage varje vecka visades, det kunde vara ett besök i Stockholms kloaker, bilskrotsreportage, reportage från Hultsfredsfestivalen, skateboardtävlingar, snowboardtävlingar, resereportage med mera.  

## Wimans nattsändningar
Wimans gjorde också flera "Wimans by Night" där de sände live från studion hela natten. I ett av nattprogrammen sprängde Wiman, Garp och Palle en TV-apparat ute på kajen i Värtahamnen. Olle Garp var brandansvarig under Wimansprogrammen och fick ofta rycka in med brandsläckaren. Nattsändningarna var ofta mycket röriga och tittarna var ofta med på ett hörn via telefon, webbkamera, mail eller sms.
Wimans gjorde den 28 december 2002 även en 24 timmar lång live-sändning som sändes utan avbrott där Wiman och Palle gästades av en mängd olika gäster, bland andra Dag Finn, Ian Haugland, Markoolio och Kaah. Johan Wiman och Palle höll kontakten med tittarna och försökte hålla tittarna vakna genom att ringa hem till dem och kontrollera detta (och vice versa). Tittare kom till studion med nybakta bullar under natten, det eldades ständigt här och var och även fräcka danser signerade Johan Wiman stod på schemat under sändningen.

## Återkommande punkter i programmet
Musracet, Dagens trumsolo, Dansmannen, Dockhussåpan, Dagens Frisyr, Kurt, Akrobaten, Karate-mannen, John från Piteå, ZTV Daredevils och Dåliga Kameran.

## Wimans 2
På allmän begäran från tittarna startades programmet Wimans 2 efter att Wimans lagt ner. Wimans 2 pågick under våren 2003 och detta var den sista säsongen Wimans sändes.
Johan Wiman syntes senare i programmet Idol (Sverige) och Olle Garp medverkade senare i Sveriges Radio P3:s Morgonpasset.

## Bilder

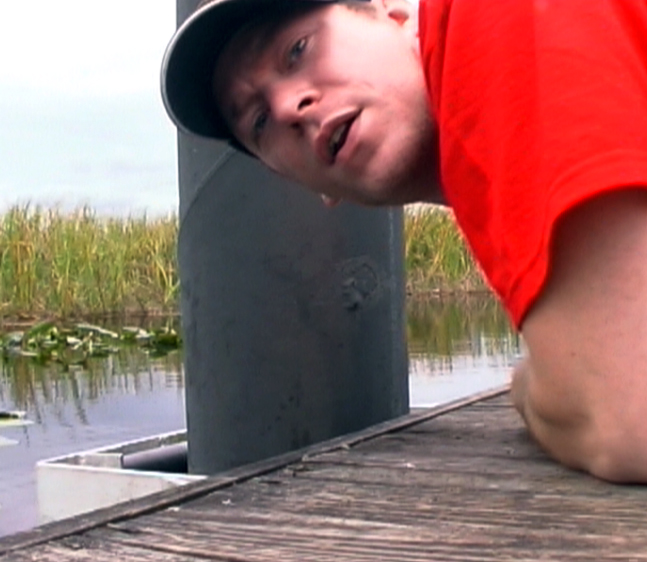
Johan Wiman på reportageresa i Florida 2002
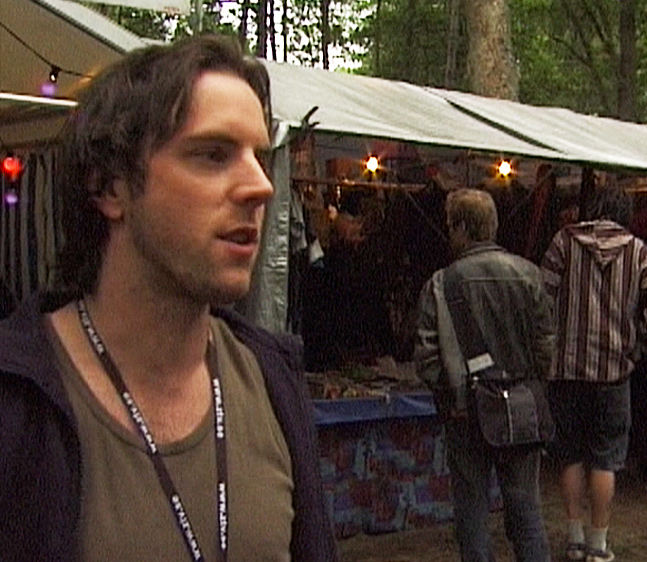
Palle Medelberg på reportageturné i Hultsfred 2001.
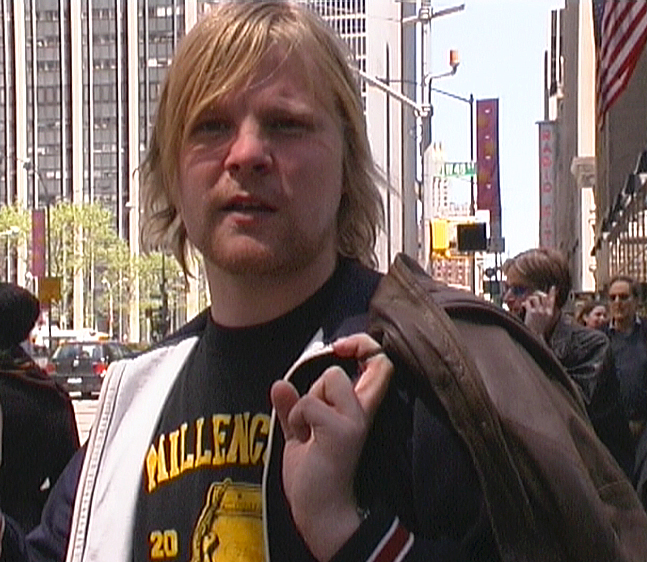
Olle Garp i New York 2002.